# 王建章
王建章（1958年3月28日—），中華民國政治人物，中國國民黨籍，曾任新北市議員，2018年以微些票數連任失利。

## 選舉

#### 2014年新北市第十二選舉區（山地原住民）
- 應選出名額：1席
- 選舉人數：10,217
- 投票數（投票率）：5,496（53.79%）
- 有效票（比率）：5,305（96.52%），無效票（比率）：191（3.48%）

| 號次 | 候選人                  | 性別 | 政黨       | 得票數 | 得票率 | 當選標記 |
| ---- | ----------------------- | ---- | ---------- | ------ | ------ | -------- |
| 1    | 寶杜巴燕（Bawtu Payen） | 男   | 民主進步黨 | 1,303  | 24.56% |          |
| 2    | 王建章                  | 男   | 中國國民黨 | 2,045  | 38.55% |          |
| 3    | 陳勝榮                  | 男   | 親民黨     | 1,957  | 36.89% |          |

#### 2018年新北市第十二選舉區（山地原住民）
- 應選出名額：1席
- 選舉人數：11,417
- 投票數（投票率）：6,649（58.24%）
- 有效票（比率）：6,424（96.62%），無效票（比率）：225（3.38%）

| 號次 | 候選人                   | 性別 | 政黨       | 得票數 | 得票率 | 當選標記 |
| ---- | ------------------------ | ---- | ---------- | ------ | ------ | -------- |
| 1    | 馬見（Lahuy Ipin）       | 男   | 無黨籍     | 2,732  | 42.53% |          |
| 2    | 寶杜‧巴燕（Bawtu‧Payen） | 男   | 民主進步黨 | 1,175  | 18.29% |          |
| 3    | 王建章                   | 男   | 中國國民黨 | 2,517  | 39.18% |          |

- 粗體字為該選區現任者

## 相關事件

#### 詐領助理費
王與其妻被指控虛報人頭，向議會詐領公費助理費用。新北地院審酌，二人坦承犯行並繳回犯罪所得，依貪污治罪條例判王建章與王妻各2年徒刑，緩刑5年與3年。
合議庭在判決中指出，作為議員的王建章本應為民眾的代言人，卻違法詐領公費助理費，損害了議會的人事預算控制，也對選民的信任造成了嚴重損害。然而，考量到兩人坦承罪行並全數繳回犯罪所得，以及王建章擔任議員期間非無建樹，是為支應服務處龐大開銷而詐領助理費，合議庭選擇緩刑處罰。

### 性別友善立場
於新北市議會第2屆第4次定期會中，與林國春議員、劉哲彰議員提案要求「請新北市政府針對行政院要推動同志到臺灣旅遊擬訂轄內各旅館因應對策，防止AIDS蔓延。」

## 外部連結
- 王建章的Facebook專頁